# Число Руарка
Число Руарка (Ru) — критерий подобия в гидродинамике, обратный числу Эйлера и выражающий отношение кинетической энергией жидкости к работе, совершённой над ней силами напора:
{\displaystyle \operatorname {Ru} \,={\frac {\rho \,v^{2}}{p}}\,={\frac {1}{\operatorname {Eu} }}},
где
- {\displaystyle v} — скорость;
- {\displaystyle p} — давление;
- {\displaystyle \rho } — плотность;
- {\displaystyle \operatorname {Eu} } — число Эйлера.

Число Руарка используется при изучении уравнений Навье-Стокса вместо числа Эйлера и часто также называется числом Эйлера.